# Bucharts
Bucharts ist ein Weiler und Ortsteil der kreisfreien Stadt Kempten (Allgäu). Der Ort gehörte bis zum 1. Oktober 1934 zur Ruralgemeinde Sankt Lorenz.
Erstmals erwähnt wird der Ort als Obernbuchart 1380 in einer Verhandlung um das Weiderecht zwischen Stift Kempten und der Reichsstadt Kempten in einer historischen Kopie. Vermutet wird ein Zusammenhang zu einem 1451 erwähnten stiftkemptischen Lehenguts zem Büchlers zwischen Kniebos und Haubensteig. Bůchers wurde 1461 erwögbt. Im 16. Jahrhundert liegen Erwähnungen als zum Buchers, Buechers und Buochers vor. 1549 als zum Buchers im Alma(n). Mit Alma(n) ist das Allmey gemeint. 1553 ist die Nennung von zum Buechers am Lätten überliefert.
Die ursprüngliche Kopie von 1380 verweist auf einen Buchen-Hart, einen mit Buchen bestandenen Weidewald hin. Die einzelnen Erwähnungen weisen Unterschiede zwischen anderweitig gelegenen Flurnamen und dem tatsächlichen Ort auf.